# Нифантьева, Анастасия Алексеевна
Анастасия Алексеевна Нифантьева (28 декабря 1988) — российская футболистка и игрок в мини-футбол, защитница.

## Биография
Занималась футболом с семи лет, воспитанница тренера Петра Харитонова (г. Олонец, Карелия). Бронзовый призёр юниорского первенства России 2002 года в составе сборной Северо-Запада.
Взрослую карьеру в большом футболе начала в клубе «Нева» (Санкт-Петербург), с 2003 года играла в первом дивизионе, где дважды была бронзовым призёром (2003, 2004). В 2005 году провела все 20 матчей своего клуба в высшем дивизионе, однако «Нева» все эти матчи проиграла. В 2007 году спортсменка выступала за петербургскую «Искру» в первом дивизионе, стала серебряным призёром турнира и лучшим бомбардиром своего клуба (7 голов). Также в составе «Искры» завоевала серебро первого дивизиона в 2009 году.
В мини-футболе много лет играла за «Искру», а также за ряд других команд городского уровня. В составе «Искры» в сезоне 2010/11 стала победителем чемпионата МРО «Северо-Запад» (было приравнено к зональному турниру первого дивизиона России), стала лучшим игроком и лучшим бомбардиром соревнований (8 голов). Была капитаном команды.
Работает преподавателем физкультуры в одной из школ Санкт-Петербурга.